# 諸聖節

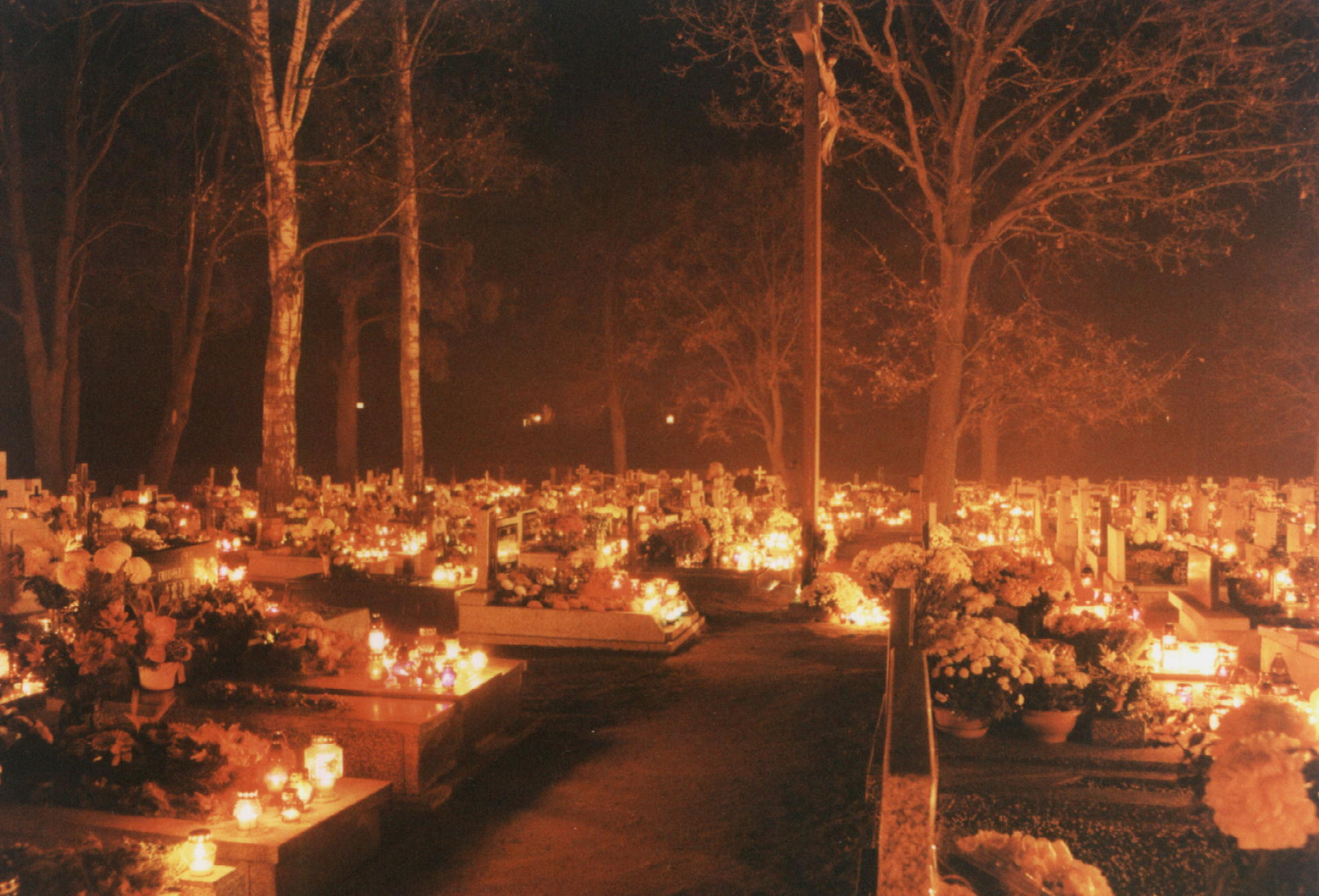
波兰諸圣节

諸聖節，又稱诸圣日，是天主教會、聖公宗和東正教會都有的節日。在天主教會和聖公會中，諸聖節在每年的11月1日。在東正教會中，諸圣节是圣灵降临节（Pentecost）之后的第一个星期日，因而标志着复活节季度的结束。
諸聖是天主教會、聖公宗和東正教會對所有忠诚的圣者和殉道者的一個称呼，包括知名的和不知名的。這個節日是天主教會和聖公宗的煉靈月的首日，是以圣者的名义庆祝的节日，而這日是用作慶祝所有被列入以及未被列入聖品的聖人的瞻禮。根据教会的说法，圣人（saint）可以指任何在天堂裡的忠诚信徒，不限于由教会封圣者（Saint）。
天主教會将該节日（Festum omnium sanctorum）定于11月1日，紧接着是11月2日的追思已亡節，是第一等级的庆典，包含一个守夜礼和一个八日庆期。